# 唾液酸糖蛋白
唾液酸糖蛋白（Sialoglycoprotein）是一類含有唾液酸組分的糖蛋白，通常位於細胞膜外側，參與信號識別、細胞黏附等過程。血型糖蛋白（Glycophorin）即屬於唾液酸糖蛋白的一種，一些分化簇（CD）分子也是唾液酸糖蛋白。